# 니시후지노미야역
니시후지노미야역(일본어: 西富士宮駅)은 일본 시즈오카현 후지노미야시에 있는 도카이 여객철도 미노부 선의 역이다. 섬식 승강장 1면 2선의 구조를 지닌 지상역이다.

## 타는 곳
| 1 · 2 | ■ 미노부 선 | 상행 | 후지 방면          |
| 1 · 2 | ■ 미노부 선 | 하행 | 미노부 · 고후 방면 |

## 이용 현황
| 연도     | 하루 평균 승차 인원 | 연도     | 하루 평균 승차 인원 |
| 1993년도 | 2,200               | 2002년도 | 1,564               |
| 1994년도 | 2,153               | 2003년도 | 1,572               |
| 1995년도 | 2,101               | 2004년도 | 1,540               |
| 1996년도 | 2,096               | 2005년도 | 1,479               |
| 1997년도 | 1,903               | 2006년도 | 1,464               |
| 1998년도 | 1,795               | 2007년도 | 1,444               |
| 1999년도 | 1,681               | 2008년도 | 1,454               |
| 2000년도 | 1,607               | 2009년도 | 1,429               |
| 2001년도 | 1,635               | 2010년도 | 1,413               |
| -------- | ------------------- | -------- | ------------------- |

## 역 주변
- 모리나가 유업 후지 공장
- 후지 필름 후지노미야 공장

## 역사
- 1927년 7월 15일 : 오미야마치니시역(大宮町西駅)으로서 개업.
- 1942년 10월 1일 : 니시후지노미야역으로 개칭.
- 1987년 4월 1일 : 민영화에 의해, 도카이 여객철도로 이관.

## 인접 정차역
| 도카이 여객철도 미노부 선 | 도카이 여객철도 미노부 선 | 도카이 여객철도 미노부 선 |
| ------------------------- | ------------------------- | ------------------------- |
| 후지노미야 후지 방면      | ■ 미노부 선               | 누마쿠보 고후 방면        |